# Polyténní chromozom

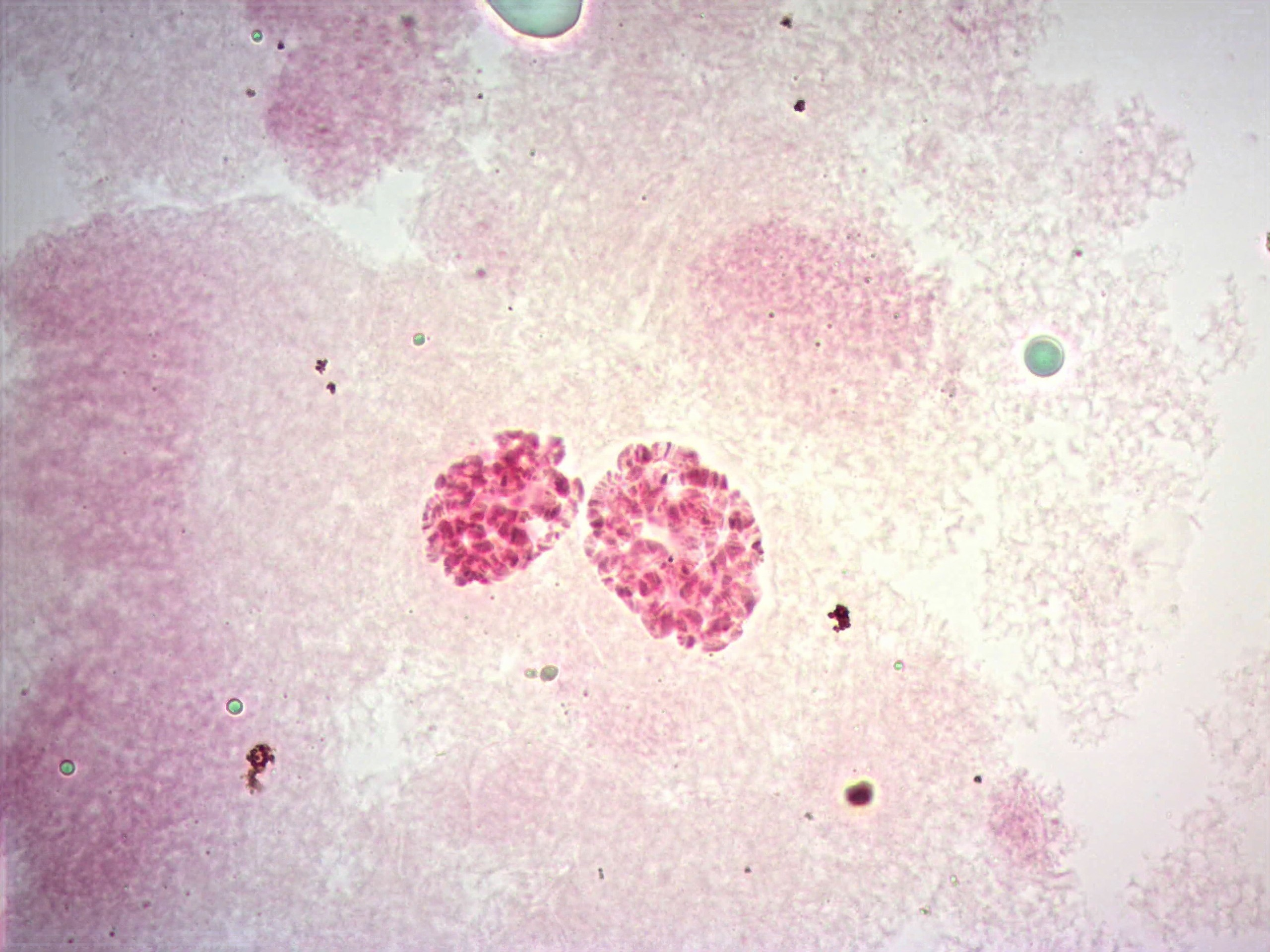
Roztlakový preparát polyténních chromozomů larev Drosophila melanogaster. Barveno acetokarmínem. Z: 400x, proveden Z-stacking 5 snímků

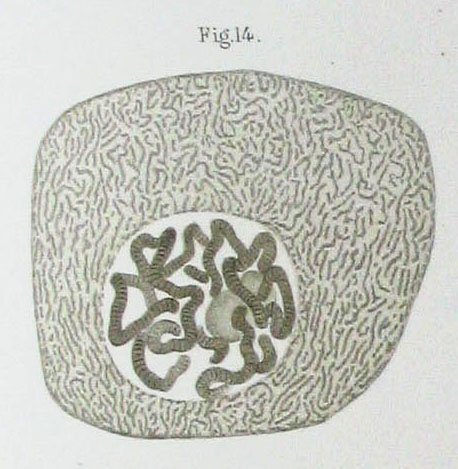
Nákres polyténních chromozómů

Polyténní chromozomy, resp. obří chromozomy jsou chromozomy, u nichž došlo k namnožení chromatid bez jejich následného rozpadu na jednotlivé jednochromatidové chromozomy. Výsledkem jsou neobvykle veliké a snadno pozorovatelné chromozomy, které jsou vděčným objektem pro pozorování ve středoškolských a vysokoškolských biologických praktikách, na nichž se studenti učí připravovat preparáty, pozorovat je a kreslit podle nich.
Polyténní chromozomy lze nalézt ve slinných žlázách hmyzu. Vznikají zde proto, aby se zvýšením počtu kopií genů na nich se nacházejících urychlil proces transkripce a translace a tím pádem i zvýšila produkce žlázy. Dalšími objekty, u nichž byly tyto typy chromozomů pozorovány, jsou protista, rostliny a savci.